# 幫派饒舌
幫派饒舌（Gangsta rap）是嘻哈音樂的一個子分類，起源於1980年代的美國洛杉磯。許多幫派饒舌歌手出身自瘸幫、血幫等街頭幫派，歌曲內容多與種族主義、犯罪、貧窮、警察暴力有關。

## 歷史
Ice-T與Schoolly D被公認為幫派饒舌的先驅。1988年嘻哈團體尼哥有態度（N.W.A）發布專輯《衝出康普頓》，奠定西岸饒舌在嘻哈界的地位。1991年Dr. Dre離開N.W.A自立門戶創建死囚唱片（Death Row Records），在短短幾年內唱片公司引進大量具有幫派背景的嘻哈歌手，其中以圖帕克·夏庫爾（Tupac Shakur，2Pac）最為知名。
另一方面在東岸，亦有武當幫、納斯等人與西岸分庭抗禮。1993年尚恩·庫姆斯創建的壞男孩唱片進一步加劇東西岸嘻哈爭霸戰；一般相信東西岸之爭最終導致1996年死囚唱片旗下的圖帕克·夏庫爾以及1997年壞男孩唱片旗下的聲名狼藉先生（The Notorious B.I.G.）的死亡。
2000年後隨著阿姆、肯伊·威斯特等人的崛起，幫派饒舌再度獲得樂壇的矚目以及商業上的巨大成功。幫派饒舌受批評推廣暴力、犯罪行為，亦有評論讚譽幫派饒舌生動描述社會寫實的一面。